# Brendan Garard
Brendan Garard, född den 6 december 1971 i Brisbane, Australien, är en australisk landhockeyspelare.
Han tog OS-brons i herrarnas landhockeyturnering i samband med de olympiska landhockeytävlingarna 1996 i Atlanta.